# Томас Белен
То́мас Бе́лен (нід. Thomas Beelen; нар. 11 червня 2001, Гардервейк) — нідерландський футболіст, захисник клубу «Феєнорд».

## Клубна кар'єра

### ПЕК (Зволле)
Почав займатися футболом в юнацьких клубах «Гірден», «Твенте» і ВВОГ, а 2017 року приєднався до академії ПЕК (Зволле). 23 квітня 2022 року дебютував за першу команду, вийшовши на заміну Джерване Кастанеру в матчі Ередивізі проти «Валвейка». 8 червня підписав професіональний контракт зі «Зволле», який за підсумками сезону 2021–22 залишив елітний дивізіон. 7 серпня дебютував в Еерстедивізі в матчі проти «Де Графсхапа». 3 березня 2023 року забив свій перший м'яч за «Зволле» в поєдинку проти клубу «Ден Босх». Всього в сезоні 2022–23 провів 30 матчів, забив 1 гол і віддав 4 результативні передачі.

### «Феєнорд»
8 липня 2023 року перейшов у «Феєнорд». 13 серпня дебютував за клуб в матчі Ередивізі проти «Фортуни» (Сіттард), вийшовши на заміну Рамізу Зеррукі. 13 грудня дебютував в єврокубках, вийшовши в стартовому складі в матчі групового етапу Ліги чемпіонів УЄФА проти шотландського «Селтіка». 15 лютого 2024 року в стиковому матчі проти італійської «Роми» дебютував в Лізі Європи УЄФА. 21 квітня у складі «Феєнорда» став володарем Кубка Нідерландів.
24 липня 2024 року підписав новий контракт з Феєнордом до 2028 року. 4 серпня 2024 року став володарем Суперкубка Нідерландів, допомігши команді пермогти ПСВ у серії післяматчевих пенальті. 10 листопада 2024 року в матчі Ередивізі проти «Алмере Сіті» забив свій перший гол за «Феєнорд».

## Статистика виступів
Станом на 3 травня 2025
| Клуб              | Сезон             | Чемпіонат         | Чемпіонат | Чемпіонат | Кубок | Кубок | Єврокубки | Єврокубки | Інші  | Інші | Всього | Всього |
| Клуб              | Сезон             | Дивізіон          | Матчі     | Голи      | Матчі | Голи  | Матчі     | Голи      | Матчі | Голи | Матчі  | Голи   |
| ----------------- | ----------------- | ----------------- | --------- | --------- | ----- | ----- | --------- | --------- | ----- | ---- | ------ | ------ |
| Зволле            | 2021–22           | Ередивізі         | 3         | 0         | 0     | 0     | —         | —         | —     | —    | 3      | 0      |
| Зволле            | 2022–23           | Еерстедивізі      | 30        | 1         | 0     | 0     | —         | —         | 0     | 0    | 30     | 1      |
| Зволле            | Всього            | Всього            | 33        | 1         | 0     | 0     | —         | —         | 0     | 0    | 33     | 1      |
| Феєнорд           | 2023–24           | Ередивізі         | 20        | 0         | 3     | 0     | 3         | 0         | 0     | 0    | 26     | 0      |
| Феєнорд           | 2024–25           | Ередивізі         | 25        | 1         | 3     | 0     | 11        | 0         | 1     | 0    | 40     | 1      |
| Феєнорд           | Всього            | Всього            | 45        | 1         | 6     | 0     | 14        | 0         | 1     | 0    | 66     | 1      |
| Всього за кар'єру | Всього за кар'єру | Всього за кар'єру | 78        | 2         | 6     | 0     | 14        | 0         | 1     | 0    | 99     | 2      |

1. ↑  1 матч в Лізі чемпіонів УЄФА, 2 матчі в Лізі Європи УЄФА
2. ↑  Матчі в Лізі чемпіонів УЄФА
3. ↑  Матчі в Суперкубку Нідерландів

## Досягнення
«Феєнорд»
- Володар Кубка Нідерландів: 2023–24[15]
- Володар Суперкубка Нідерландів: 2024[16]